# 1982 na música

## Eventos
- Michael Jackson lança seu lendário álbum Thriller, que não só é o álbum mais vendido do ano, como também de toda a história, com 110 milhões de cópias vendidas.
- A banda estadunidense de horror punk Misfits lança o seu primeiro álbum de estúdio, Walk Among Us
- Madonna lança o primeiro single de sua carreira: Everybody.
- Jean Michel Jarre grava The Concerts in China (Les Concerts En Chine).
- A banda portuguesa de rock UHF lança o álbum Estou de Passagem.
- Em novembro, a banda portuguesa de rock UHF lança o álbum Persona Non Grata.
- Segunda edição do Festival de Vilar de Mouros, em Portugal.
- A banda de Heavy metal, Iron Maiden, lança o álbum The Number of the Beast, gerando muita polémica por causa de suas letras, mas considerado por muitos fãs o melhor da banda.
- A banda ABBA lança o seu último álbum de estúdio da sua carreira, The Visitors. Também ocorre a última apresentação deste grupo em programas de televisão, em 11 de Dezembro.
- É lançado o primeiro disco de Heavy Metal de uma banda brasileira: Stress (Álbum auto-intitulado).
- A Rede Globo transmite o primeiro espetáculo de fim de ano ao vivo com uma apresentação da cantora Simone, na Quinta da Boa Vista, Rio de Janeiro; a participação popular foi um recorde, mais de 200 mil pessoas.
- A banda Judas Priest lança o seu oitavo álbum Screaming for Vengeance.
- A banda britânica Duran Duran lança seu segundo álbum de estúdio, Rio. A faixa titulo foi um grande sucesso junto com "Save A Prayer", essa dona de um dos clipes mais exóticos e famosos da década de 1980.

## Bandas formadas
- A-ha
- Altar Boys
- Artillery
- Die Ärzte
- Barão Vermelho
- Big Black
- Capital Inicial
- Carnivore
- Chumbawamba
- Cinderella
- Cock Robin
- Coil
- Concrete Blonde
- Corrosion of Conformity
- Crumbsuckers
- Culture Club
- D.I.
- Death Angel
- Destruction
- Dio
- Dirty Rotten Imbeciles
- Everything but the Girl
- Faith No More
- Guardian
- Hellhammer
- IQ
- Les Innocents
- Kid Abelha & Os Abóboras Selvagens
- Kreator
- Krypton
- Kult
- Legião Urbana
- Mad Max
- Melvins
- Metallica
- The Miracle Workers
- Mob 47
- Mr. Mister
- Napalm Death
- Night Ranger
- Nitzer Ebb
- The Pogues
- Post Mortem
- Primal Scream
- Los Prisioneros
- Propaganda
- Psyche
- Public Enemy
- Scratch Acid
- Skeleton Crew
- Skinny Puppy
- The Smiths
- Soda Stereo
- Sodom
- Stryper
- Swans
- TNT
- The Plague
- They Might Be Giants
- Titãs
- Tones on Tail
- Die Toten Hosen
- The Trashmen
- Los Tres
- Voivod
- Warlock
- W.A.S.P.
- The Weather Girls
- Wet Wet Wet
- Whodini

## Bandas desfeitas
- ABBA (voltou em 2018)
- Adam and the Ants
- Bad Company (voltou em 1986)
- Blondie (voltou em 1997)
- The Doobie Brothers (voltou em 1988)
- Eagles (voltou em 1994)
- The Jam
- The Only Ones
- Average White Band (voltou em 1989)
- Japan
- The Skids
- The Wild Swans (voltou em 1985)
- Aborto Elétrico

## Álbuns gravados
- Thriller – Michael Jackson  (O álbum mais vendido do ano e o mais vendido na história)
- Abominog - Uriah Heep
- Absolutely Live - Rod Stewart
- After the Snow - Modern English
- Estou de Passagem - UHF
- Persona Non Grata - UHF
- Age to Age – Amy Grant
- Album - Generic Flipper – Flipper
- Ambient 4: On Land – Brian Eno
- American Fool – John Cougar Mellencamp
- Another Day/Another Dollar – Gang of Four
- Anyone Can See - Irene Cara
- The Anvil – Visage
- Are You Ready – Bucks Fizz
- As Aventuras da BLITZ 1 –  Blitz
- Asia – Asia
- Avalon – Roxy Music
- Back from Samoa – Angry Samoans
- Bad Brains – Bad Brains
- Barry Live in Britain – Barry Manilow
- Bean-Spill (EP) – The Minutemen
- Beasts (EP) - Sex Gang Children
- Beat – King Crimson
- Beautiful Vision – Van Morrison
- Before a Word Is Said – Gowen, Miller, Sinclair, Tomkins
- Big Science – Laurie Anderson
- Black Metal – Venom
- Black Tiger – Y&T
- Blackout – Scorpions
- The Blue Mask – Lou Reed
- Branigan – Laura Branigan
- The Broadsword and the Beast – Jethro Tull
- A Broken Frame – Depeche Mode
- Business as Usual – Men at Work
- Chicago 16 – Chicago
- Choose Your Masques – Hawkwind
- Chris Rea – Chris Rea
- Christ – The Album – Crass
- Chronic Town (EP) – R.E.M.
- Church of Hawkwind – Hawkwind
- Circus Animals – Cold Chisel
- Coda – Led Zeppelin
- Comeback - Eric Burdon
- Combat Rock – The Clash
- Computer Games – George Clinton
- Creatures of the Night – KISS
- Dawn Patrol – Night Ranger
- Death Wish II – Jimmy Page
- The Distance – Bob Seger
- Diver Down – Van Halen
- Donna Summer – Donna Summer
- The Dreaming – Kate Bush
- D.S. al Coda – National Health
- Eagles Greatest Hits, Vol. 2 – Eagles
- The Early Tapes/Strategy – Level 42
- Eddie Murphy – Eddie Murphy
- Electric Rendezvous - Al Di Meola
- English Settlement – XTC
- Enter K – Peter Hammill
- Everything Falls Apart – Hüsker Dü
- ...Famous Last Words... – Supertramp
- Fantastic – Wham!
- Fast Women & Slow Horses – Dr. Feelgood
- Five Miles Out – Mike Oldfield
- Flex Your Head – Various Artists
- Flieg' Vogel flieg – Hans-Joachim Roedelius
- Forever Now – The Psychedelic Furs
- Friend or Foe – Adam Ant
- Gap Band IV – The Gap Band
- Garlands – Cocteau Twins
- The Getaway – Chris de Burgh
- Get Nervous – Pat Benatar
- The Gift – The Jam
- The Golden Age of Wireless – Thomas Dolby
- The Great Twenty-Eight – Chuck Berry
- H2O – Daryl Hall & John Oates
- Hello, I Must Be Going! – Phil Collins
- Here Comes the Night – Barry Manilow
- Hex Enduction Hour – The Fall
- The High and the Mighty – Donnie Iris
- Hot Space – Queen
- Hour Live – Toots & the Maytals
- How Could Hell Be Any Worse? – Bad Religion
- The Hunter – Blondie
- I, Assassin – Gary Numan
- I Paralyze – Cher
- Identity Crisis – Sweet (último álbum)
- Imperial Bedroom – Elvis Costello & The Attractions
- In the Name of Love – Thompson Twins
- Iron Fist – Motörhead
- It's Alright (I See Rainbows) – Yoko Ono
- It's Hard – The Who
- The John Lennon Collection – John Lennon
- Jinx - Rory Gallagher
- Junkyard – The Birthday Party (último álbum)
- Kansuigyo – Miyuki Nakajima
- Kenny G – Kenny G
- A Kiss in the Dreamhouse – Siouxsie And The Banshees
- Kissing to Be Clever – Culture Club
- The Lee Aaron Project – Lee Aaron
- Leichenschrei – SPK
- Lexicon of Love – ABC
- Lionel Richie - Lionel Richie
- Live Evil – Black Sabbath
- Living My Life – Grace Jones
- Love over Gold – Dire Straits
- Love Will Turn You Around – Kenny Rogers
- Meat Puppets – Meat Puppets
- Mesopotamia – The B-52's
- Metal on Metal – Anvil
- Miami – The Gun Club
- Midnight Love – Marvin Gaye
- Milo Goes to College – Descendents
- Mirage – Fleetwood Mac
- Mondialement vôtre – Dalida
- Music for a New Society – John Cale
- Naked – Sex Gang Children
- Nebraska – Bruce Springsteen
- New Gold Dream (81-82-83-84) – Simple Minds
- The Nightfly – Donald Fagen
- 1999 – Prince
- Nothing Can Stop Us – Robert Wyatt
- Nothing to Fear – Oingo Boingo
- Now and Forever – Air Supply
- Now Then... – Stiff Little Fingers
- Nugent – Ted Nugent
- The Number of the Beast – Iron Maiden
- Nylon Curtain – Billy Joel
- Offene Türen – Hans-Joachim Roedelius
- Oh, No! It's Devo – Devo
- On Land – Brian Eno
- 1+9+8+2 – Status Quo
- One to One – Carole King
- The One Giveth, the Count Taketh Away - Bootsy Collins
- One Vice at a Time – Krokus
- Only Theatre of Pain – Christian Death (debut)
- Oriental Beat – Hanoi Rocks
- The Party's Over – Talk Talk
- Peter Gabriel also known as Security – Peter Gabriel
- Pictures at Eleven – Robert Plant (former Led Zeppelin Vocalist's solo debut)
- Picture This – Huey Lewis & the News
- Plastic Surgery Disasters - Dead Kennedys
- Pornography – The Cure
- Power Play – April Wine
- Private Audition – Heart
- The Pursuit of Accidents – Level 42
- The Record – Fear
- Revelations – Killing Joke
- Rio – Duran Duran
- The Rise & Fall – Madness
- Rock in a Hard Place – Aerosmith
- Room to Live – The Fall
- Rough Diamonds – Bad Company
- Ruff Cuts EP – Twisted Sister
- Saints & Sinners – Whitesnake
- Screaming Blue Murder – Girlschool
- Screaming for Vengeance – Judas Priest
- Select - Kim Wilde
- Send Me a Lullaby – The Go-Betweens
- Set – Thompson Twins
- Shabooh Shoobah – INXS
- Showtime! – The J. Geils Band (live)
- Signals – Rush
- Silk Electric – Diana Ross
- The Singles: The First Ten Years – ABBA
- The Sky's Gone Out – Bauhaus
- Sleepwalking – Gerry Rafferty
- Somewhere in Afrika – Manfred Mann's Earth Band
- Songs of the Free – Gang of Four
- Sonic Youth – Sonic Youth
- Speak of the Devil – Ozzy Osbourne (Live)
- Spécial Dalida – Dalida
- Stand by Your Man (EP) – Motörhead & Girlschool
- Stevie Wonder's Original Musiquarium – Stevie Wonder
- Stink – The Replacements
- Straight Between the Eyes – Rainbow
- Sweets From a Stranger – Squeeze
- 10, 9, 8, 7, 6, 5, 4, 3, 2, 1 - Midnight Oil
- Tenebrae – Simonetti-Morante-Pignatelli (Goblin)
- The Dreaming - Kate Bush
- Three Lock Box – Sammy Hagar
- Three Sides Live – Genesis
- Time and Tide – Split Enz
- Time Pieces: Best of Eric Clapton – Eric Clapton (Best of 1969-1979)
- Too Fast for Love – Mötley Crüe (relançamento do álbum de estreia)
- Too-Rye-Ay – Dexys Midnight Runners
- Toto IV – Toto
- Tough – Kurtis Blow
- Trance – Chris & Cosey
- Troops of Tomorrow – The Exploited
- Tug of War – Paul McCartney
- The Tunes of Two Cities – The Residents
- TV Party (EP) – Black Flag
- 2x45 – Cabaret Voltaire
- 2XS – Nazareth
- UB44 - UB40
- Under the Big Black Sun – X
- Under the Blade – Twisted Sister (debut álbum)
- Underwater Kites – The Modern Art (debut)
- Upstairs at Eric's – Yazoo
- Voyeur - Kim Carnes
- Vs – Mission of Burma
- Walk Among Us - Misfits
- We Are...The League - Anti-Nowhere League
- White Eagle – Tangerine Dream
- The Winning Hand – Willie Nelson, Kris Kristofferson, Brenda Lee & Dolly Parton
- Wiped Out – Raven
- Zapp II – Zapp
- Zipper Catches Skin – Alice Cooper

## Nascimentos
| Data            | Nome               | Profissão                                   | Nacionalidade  | Observações | Ref |
| --------------- | ------------------ | ------------------------------------------- | -------------- | ----------- | --- |
| 5 de janeiro    | Letrux             | cantora                                     | Brasil         |             |     |
| 18 de janeiro   | Quinn Allman       | guitarrista                                 | Estados Unidos |             |     |
| 24 de janeiro   | Busy Signal        | cantor                                      | Jamaica        |             |     |
| 25 de janeiro   | Noemi              | cantora e compositora                       | Itália         |             |     |
| 1 de fevereiro  | Ruki               | vocalista                                   | Japão          |             |     |
| 4 de fevereiro  | Kimberly Wyatt     | cantora e dançarina                         | Estados Unidos |             |     |
| 9 de fevereiro  | Ami Suzuki         | cantora                                     | Japão          |             |     |
| 25 de fevereiro | Bert McCracken     | vocalista                                   | Estados Unidos |             |     |
| 8 de março      | Marjorie Estiano   | atriz e cantora                             | Brasil         |             |     |
| 15 de março     | Malú               | cantora                                     | Espanha        |             |     |
| 24 de março     | Xand Avião         | cantor                                      | Brasil         |             |     |
| 12 de abril     | Rodrigo Tavares    | baixista, guitarrista e backing vocal       | Brasil         |             |     |
| 24 de abril     | Kelly Clarkson     | cantora                                     | Estados Unidos |             |     |
| 30 de abril     | Andrew Seeley      | ator e cantor                               | Canadá         |             |     |
| 15 de maio      | Jessica Sutta      | cantora e dançarina                         | Estados Unidos |             |     |
| 9 de junho      | Christina Stürmer  | cantora                                     | Áustria        |             |     |
| 9 de junho      | Timmy Trumpet      | DJ                                          | Austrália      |             |     |
| 18 de julho     | Ryan Cabrera       | cantor, violonista e compositor             | Estados Unidos |             |     |
| 28 de setembro  | St. Vincent        | cantora, compositora e multi-instrumentista | Estados Unidos |             |     |
| 23 de outubro   | Demarco            | cantor                                      | Jamaica        |             |     |
| 22 de novembro  | Steve Angello      | DJ, membro Swedish House Mafia              | Suécia         |             |     |
| 6 de dezembro   | Ricardo Matosinhos | trompista                                   | Portugal       |             |     |
| 8 de dezembro   | Nicki Minaj        | cantora e rapper                            | Estados Unidos |             |     |
| 19 de dezembro  | Moeko Matsushita   | cantora e atriz                             | Japão          |             |     |
| 23 de dezembro  | Toru Kitajima      | cantor e compositor                         | Japão          |             |     |
| 28 de dezembro  | Wanessa Camargo    | cantora                                     | Brasil         |             |     |

## Mortes
| Data            | Nome                        | Profissão                            | Nacionalidade  | Observações | Ref | 19 de janeiro | Elis Regina | cantora | Brasil | n. 1945 |
| 17 de fevereiro | Thelonious Monk             | pianista e compositor                | Estados Unidos | n. 1917     |     |               |             |         |        |         |
| 19 de Março     | Randy Rhoads                | guitarrista                          | Estados Unidos | n. 1956     |     |               |             |         |        |         |
| 29 de Março     | Carl Orff                   | compositor                           | Alemanha       | n. 1895     |     |               |             |         |        |         |
| 15 de Junho     | Art Pepper                  | saxofonista                          | Estados Unidos | n. 1925     |     |               |             |         |        |         |
| 26 de Junho     | Alfredo Marceneiro          | fadista                              | Portugal       | n. 1891     |     |               |             |         |        |         |
| 10 de Julho     | Jackson do Pandeiro         | cantor e compositor                  | Brasil         | n. 1919     |     |               |             |         |        |         |
| 23 de Agosto    | Edu da Gaita                | instrumentista e compositor          | Brasil         | n. 1916     |     |               |             |         |        |         |
| 16 de Outubro   | Adriano Correia de Oliveira | cantor de intervenção                | Portugal       | n. 1942     |     |               |             |         |        |         |
| 23 de Novembro  | Adoniran Barbosa            | compositor, cantor, humorista e ator | Brasil         | n. 1912     |     |               |             |         |        |         |